# Butte de Montsec

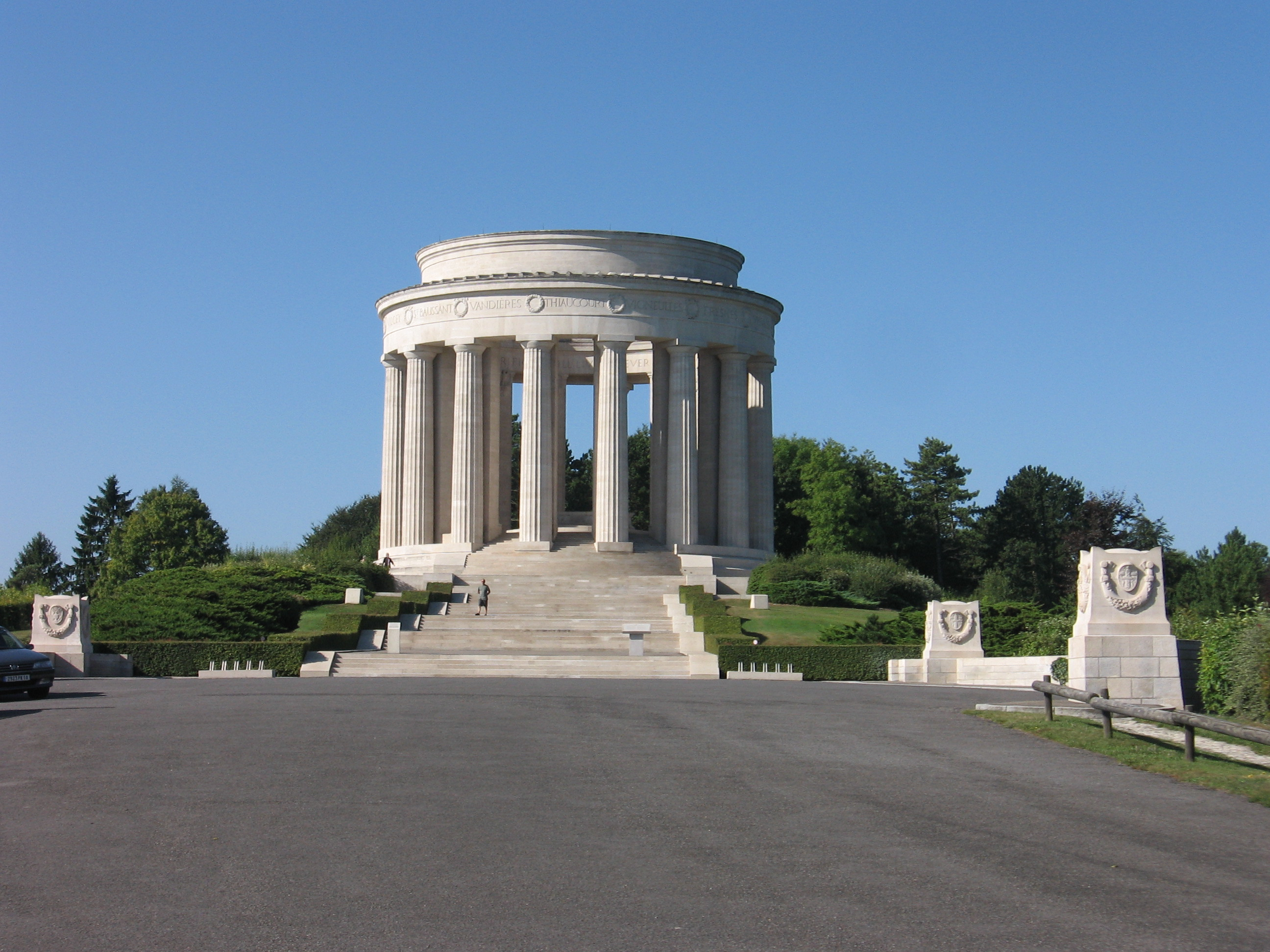
Butte de Montsec

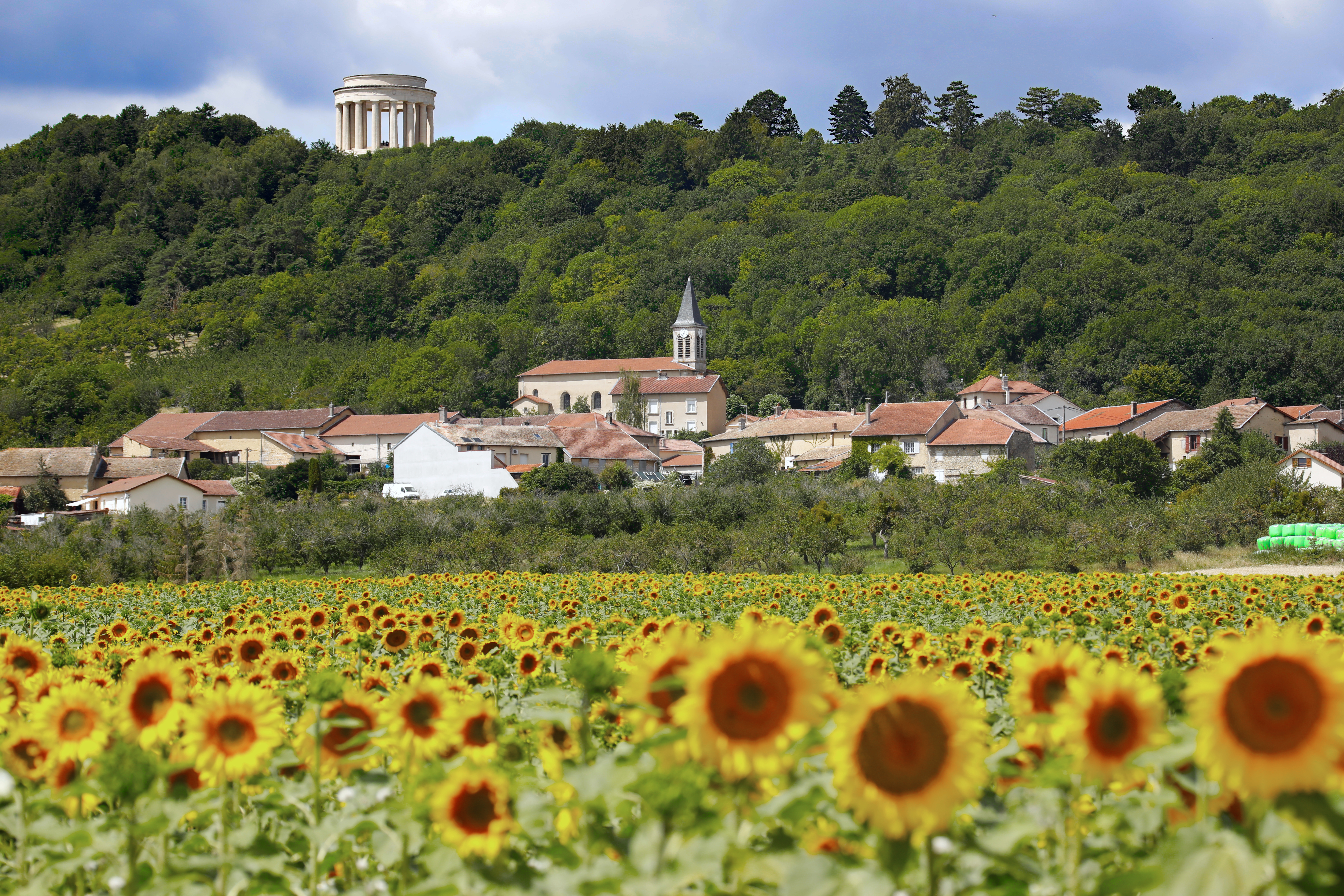
Het dorp Montsec met op de achtergrond het monument op de heuvel.

De Butte de Montsec is een gedenkteken in de Franse plaats Montsec, departement Meuse. Het monument is gebouwd op een getuigenberg van de Côtes de Meuse op een hoogte van 377 meter. Het monument gedenkt het offensief van de Amerikanen dat tijdens de Eerste Wereldoorlog werd geleverd bij Saint-Mihiel (12-15 september en 9-11 november 1918).
Het monument in neoclassicistische stijl werd in 1930-1932 gebouwd naar een ontwerp van Egerton Swartwout. In het bouwwerk staat een oriëntatietafel.
Butte de Montsec is een monument historique sinds 1975.